# Kesselhof (Dinkelsbühl)
Kesselhof ist ein Gemeindeteil der Großen Kreisstadt Dinkelsbühl im Landkreis Ansbach (Mittelfranken, Bayern). Kesselhof liegt in der Gemarkung Dinkelsbühl.

## Geographie
Die Einöde besteht aus drei Hauptgebäuden mit neun Nebengebäuden. Im Süden befindet sich eine Deponie, im Nordosten grenzt ein kleines Waldgebiet an. Ansonsten ist der Ort von Acker- und Grünland umgeben. 200 Meter weiter nördlich entspringt der Kesselwiesengraben, ein rechter Zufluss der Wörnitz. Ein Anliegerweg verläuft zur Staatsstraße 2218 (0,4 km südlich), die nach Seidelsdorf (0,9 km nordwestlich) bzw. zur Bundesstraße 25 bei Dinkelsbühl führt (1,5 km östlich).

## Geschichte
Kesselhof wurde vermutlich in den 1950er Jahren auf dem Gemeindegebiet von Dinkelsbühl gegründet.

## Einwohnerentwicklung
| Jahr      | 001961 | 001970 | 001987 |
| Einwohner | 8      | 7      | 5      |
| Häuser    | 1      |        | 1      |
| Quelle    | [ 6 ]  | [ 7 ]  | [ 1 ]  |

## Religion
Die Protestanten sind nach St. Paul (Dinkelsbühl) gepfarrt, die Katholiken nach St. Georg (Dinkelsbühl).